# Xanthopimpla alternans
Xanthopimpla alternans är en stekelart som beskrevs av Krieger 1915. Xanthopimpla alternans ingår i släktet Xanthopimpla och familjen brokparasitsteklar. Inga underarter finns listade i Catalogue of Life.